# U. Srinivas
Uppalapu Srinivas (Distrito de Godavari Oeste, Andhra Pradesh; 28 de febrero de 1969 - Chennai, Tamil Nadu; 19 de septiembre de 2014) fue un instrumentista indio de mandolina eléctrica que interpretaba música carnática y música de fusión.

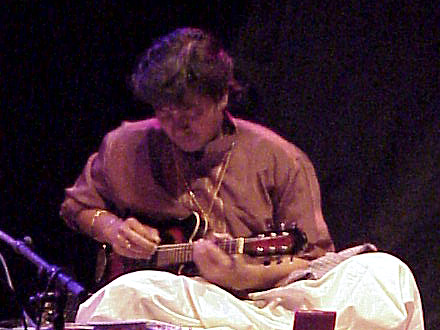
Uppalapu Shrinivas en 2001.

Srinivas hizo su primer concierto público en 1978 en el festival Thyagaraja Aradhana en Andhra Pradesh. En 1981 tocó en eventos de la Indian Fine Arts Society. En 1983, participó en el he JazzFest Berlin. Srinivas colaboró con John McLaughlin, Michael Nyman y Michael Brook.
Fue premiado con el premio Padma Shri en 1998 y el Premio Académico Sangeet Natak en 2010.